# Qaasim Middleton
Qaasim Asani Malik Seawright-Middleton (Brooklyn, 13 januari 1995) is een Amerikaans acteur, zanger en muzikant.

## Biografie
Hij is de gitarist van The Naked Brothers Band. Hij is de vervanger voor Cole Hawkins, wat betekent dat hij het nieuwste lid is. In de show wordt duidelijk dat Qaasim veel lof praat over Jimi Hendrix.

## Filmografie
- The Naked Brothers Band: The Movie (2005)
- The Naked Brothers Band (2007)
- The Naked Brothers Band: Battle of the Bands (2007)
- The Naked Brothers Band: Sidekicks (2008)
- The Naked Brothers Band: Polar Bears (2008)
- The Naked Brothers Band: Operation Mojo (2008)